# 小辛集乡
小辛集乡，是中华人民共和国安徽省亳州市蒙城县下辖的一个乡镇级行政单位。

## 行政区划
小辛集乡下辖以下地区：
辛集社区、吕望社区、唐庄村、段庙村、北张寨村、桥南村、双李村、中营村、芡河村、李大塘村、郭湖村、白庙村、唐庙村、李庙村、葛海村、关帝村、何楼村和城西村。